# Triaspis azteca
Triaspis azteca är en stekelart som beskrevs av Martin 1952. Triaspis azteca ingår i släktet Triaspis och familjen bracksteklar. Inga underarter finns listade i Catalogue of Life.